# افرای تاگارتی
افرای تاگارتی (نام علمی: Acer taggarti) نام یک گونه از سرده افرا است.